# Hit and Run (2009)
Hit and Run is een Amerikaanse thriller-horrorfilm uit 2009 onder regie van Enda McCallion. Hij maakte daarmee zijn regiedebuut in de filmwereld. Daarvoor maakte hij reclamespots. Hit and Run verscheen als direct-naar-dvd productie.

## Verhaal
Twintiger Mary Murdock (Laura Breckenridge) neemt na een avond flink drinken in een bar met haar vriendinnen buiten afscheid van haar vriend Rick (Christopher Shand) en stapt in haar truck om naar huis te rijden. Onderweg gaat ze zo op in de muziek uit de autoradio, dat ze pas op het laatste moment een autoband midden op de weg ziet liggen. Ze ontwijkt die maar net door de berm in de sturen. De rest van de rit verloopt rustig. Na thuis een keer overgegeven te hebben in de wc, stapt ze in bed.
Om 3.00 uur 's nachts wordt Mary wakker met het gevoel dat er iemand in huis is. Met een zaklamp gaat ze kijken, maar ze ziet niemand. Wanneer ze in de garage kijkt, slaat de schrik haar om het hart. Aan de voorkant van haar auto zit een zwaargewonde man (Kevin Corrigan) vastgepind, die ze blijkbaar heeft geraakt op de weg naar huis, maar niet opgemerkt heeft. Hij bloedt hevig, zijn hoofd en gezicht zijn flink verwond en hij ademt nog maar moeizaam. Mary wil hem helpen, maar zonder het alarmnummer te bellen. Wanneer ze hem nadert, pakt hij haar been vast. Hiervan schrikt ze zo, dat ze in paniek een dichtbijzijnde golfclub vastpakt en op de man inslaat tot hij niet meer beweegt. Beseffende wat er is gebeurd, raakt Mary helemaal radeloos. Ze moet van het lichaam af.
Mary verpakt de man in een deken, legt hem achter in haar truck en rijdt naar het bos. Daar dumpt ze hem in een ondergeregende kuil en dicht die met zand. Thuis kan ze niet stoppen met huilen en wanneer ze in slaap valt, heeft ze een nachtmerrie over het voorval. De volgende morgen probeert ze het bloed van haar garagevloer en uit de auto te schrobben. Ze gaat naar een garage om het deukje in haar bumper te laten maken, maar wil haar auto daar niet zo laten staan voor de werkzaamheden. Daarom gaat Mary die nacht weer naar het bos en rijdt expres een paar keer tegen een boom om de deuk te vergroten. Wanneer ze thuis televisie gaat kijken, wordt ze opnieuw met het ongeluk geconfronteerd. Daarop is Jane Emser (Megan Anderson) te zien die een oproep doet voor informatie over haar vermiste man Timothy 'Tim' Emser, een gewaardeerde kleuterschoolmeester. Mary ziet videobeelden van hem en beseft dat hij de man is die ze heeft aangereden en begraven in het bos. Zijn vrouw en kleine zoontje Andy (Michael Gell) missen hem. Wanneer Rick onaangekondigd bij haar langskomt, gilt ze uit wat ze heeft gedaan en legt ze hem uit wat er allemaal is gebeurd.
Rick wil haar helpen en alles geheim houden totdat de boel overwaait. Mary gaat kalmeringsmiddelen gebruiken, maar blijft extreem nerveus. Ze verwacht dat er op ieder moment vanuit elke hoek iemand kan komen opdagen om haar op te pakken en mee te nemen. Rick gaat naar huis om te slapen, maar wordt constant door haar wakker gebeld omdat ze over het een of ander twijfelt. Ze weet zeker dat ze gepakt zal worden wanneer ze beseft dat ze Tim begraven heeft in een deken die ze van huis meenam. Ze belt Rick op om af te spreken in het bos om nog die nacht de deken weg te gaan halen. Wanneer hij maar wegblijft, begint ze zelf met graven. In plaats van Tim, vindt ze in de kuil de vermoorde Rick. Mary vlucht bang naar huis en krijgt daar anonieme telefoontjes waarin ze bloody Mary genoemd wordt. Ook de papegaai van haar oma roept dat. Tim is zwaar gehavend ,maar niet dood. Hij is bij haar in huis en woest. Hij bespringt haar, bijt een stuk vlees uit haar nek en steekt haar met een mes. Mary verliest het bewustzijn zijn. Wanneer ze bijkomt, zit ze horizontaal vastgebonden aan de voorkant van haar eigen auto. Tim rijdt weg en gaat - hard - met haar voorop over de nachtelijke wegen scheuren. Wanneer hij gaat tanken, ziet een pompbediende (Nitin Adsul) haar niet hangen, maar herkent hij Tim van de televisie. Hij wil de politie gaan bellen om te melden dat de vermiste man terecht is, maar Tim voorkomt dit door hem het spuitstuk van de benzinetank in de mond te duwen en net zo lang benzine in zijn keel te spuiten tot hij eraan overlijdt.
Tim rijdt weer weg en gaat dit keer naar huis. Zijn vrouw Jane is zielsgelukkig dat hij terecht is, ondanks zijn zwaargehavende voorkomen. Ze heeft niet gezien dat hij Mary's auto met Mary erop gebonden in de garage heeft gezet. Binnen gedraagt hij zich nors en zwijgzaam. Voor Jane is dat geen verrassing. Tim blijkt een rustige vriendelijke man zolang hij zijn daarvoor bedoelde medicijnen inneemt, maar anders wordt hij overheerst door paranoia en waanideeën. Die medicatie heeft hij nu een paar keer gemist door zijn verdwijning. Wanneer Andy stiekem zijn speelgoedpistool gaat halen in de garage, ziet hij Mary vastgebonden aan de auto en haalt zijn moeder. Die schrikt en begint Mary los te maken, zich excuserend voor haar man en uitleggend waarom hij zo doet. Voor Jane Mary los heeft, steekt Tim zijn vrouw dood met een betonschaar. Dan rijdt hij met Mary naar het bos, maakt de kuil waarin Rick ligt groter, snijdt met een snijbrander Mary's bumper met haar eraan vastgebonden los en dumpt haar naast Rick.
Jane blijkt Mary toch zover losgemaakt te hebben dat Mary zichzelf kon bevrijden. Wanneer Tim zich woest over haar heen buigt, steekt ze hem in zijn oog met de stekker van de draad waarmee hij haar vastbond. Daarna rent ze naar haar auto en rijdt ermee weg. Tim komt vanuit het bos midden op de weg voor haar staan. Deze keer rijdt ze hem bewust omver en rijdt ze een tweede keer over hem heen om er zeker van te zijn dat hij haar niet meer achterna komt. Daarna gaat Mary weer naar de garage, deze keer om haar auto daar te laten staan voor reparatie. De monteur wijst haar de toiletten waar ze zich kan wassen aan de wastafel. Wanneer ze terugkomt, staat er een groep mensen in een halve cirkel om de achterkant van haar truck. Ze gaat kijken wat er te zien is en ziet hoe de monteur het verfrommelde lijk van Tim onder de auto uithaalt. Het zat vast aan de bodem en Mary heeft hem mee naar de garage gereden. Ze moet er hysterisch om lachen.

## Rolverdeling
- Laura Breckenridge - Mary Murdock
- Kevin Corrigan - Timothy Emser
- Christopher Shand - Rick
- Megan Anderson - Jane Emser
- Michael Gell - Andy Emser
- Robert Cait - Eddie the Spaz
- Nitin Adsul - De pompbediende
- Eric Zuckerman - Automonteur
- Lance Lewman - Automonteur

## Achtergrond

### Filmmuziek
- "Roller Coaster" (Rafelson) door Erika Jayne
- "Float On" (Gallucci, Judy, Brock) door Modest Mouse
- "Noise" (Frost, Coates, Murphy) door  Bangkok 5
- "90 Miles An Hour" (Costner, Morgan, Chisolm) door Kevin Costner and Modern West

### Trivia
- De barman die in de eerste scène de borrels inschenkt die vervolgens naar Murdock en haar vriendinnen worden gebracht, is een cameo-rolletje van regisseur McCallion zelf.